# Lothar Matthäus
Lothar Herbert Matthäus (Erlangen, Baviera, 21 de marzo de 1961) es un exfutbolista y entrenador alemán. Jugó en cinco Copas Mundiales (1982, 1986, 1990, 1994, 1998) y comparte el récord de mayor cantidad de participaciones en diferentes ediciones de Copa del Mundo, junto a Gianluigi Buffon, Lionel Messi, Cristiano Ronaldo y los mexicanos Rafael Márquez, Guillermo Ochoa, Andrés Guardado y Antonio Carbajal. Ostenta además ser el segundo jugador con más partidos jugados en la Copa del Mundo con 25 apariciones entre 1982 y 1998, sólo superado por Lionel Messi.
También ganó la Eurocopa de 1980 y jugó las ediciones de 1984, 1988 y 2000. En 1999, a los 38 años de edad, fue elegido como el mejor futbolista alemán del año, que ya había ganado en 1990. Matthäus es considerado uno de los jugadores más importantes de la selección alemana. De 1979 a 1983 participó activamente en las elecciones U de la República Federal, a partir de 1980 también participó en las elecciones A. Jugó su primer partido en la Eurocopa de 1980 en Italia, que finalmente ganó su equipo. Desde 1982 Matthäus fue uno de los mejores jugadores de la selección nacional. Participó en los Campeonatos del Mundo de España en 1982, de México en 1986, de Italia en 1990, de Estados Unidos en 1994 y de Francia en 1998. Al Campeonato de Europa de 1984 en Francia, 1988 en su propio país y 2000 en Bélgica y los Países Bajos. De 1987 a 1994 fue capitán de la DFB. También tiene el récord como jugador de la DFB con 150 partidos internacionales hasta la fecha. Su éxito deportivo más importante es ganar el Mundial de 1990 con la selección nacional.
Después de su carrera como jugador, trabajó de 2001 a 2011 como entrenador en Austria, Serbia y Montenegro, Brasil e Israel, así como entrenador de las selecciones nacionales de Hungría y Bulgaria. Luego pasó a la televisión y trabaja principalmente como interlocutor en retransmisiones de fútbol en directo para la emisora de televisión de pago Sky y la emisora privada RTL.
El 14 de diciembre de 2020 fue incluido como mediocentro defensivo en el Dream Team histórico del Balón De Oro.

## Trayectoria

### Futbolista

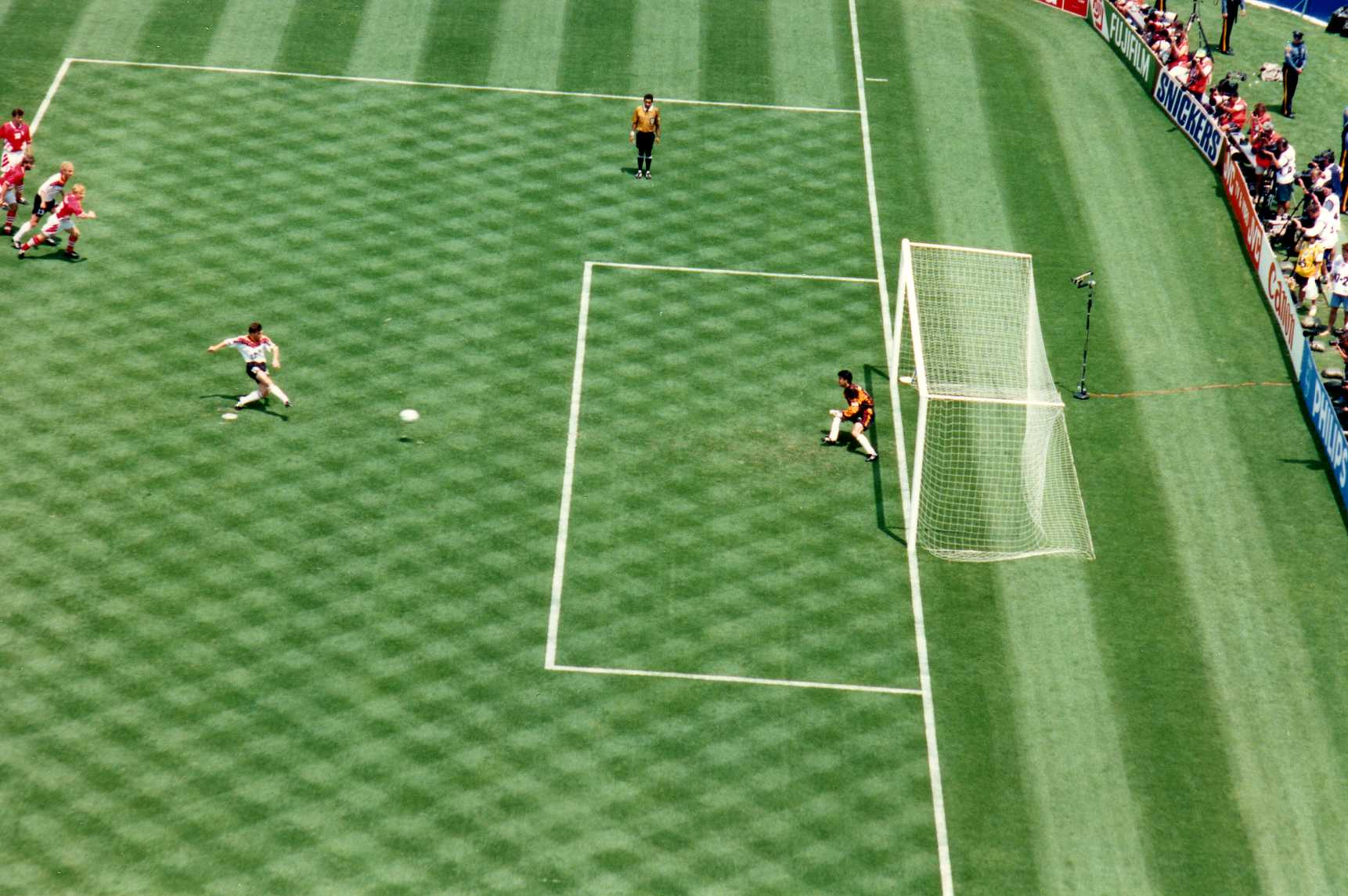
Matthäus anotando un penalti en el Mundial de Estados Unidos de 1994.

Nació en Erlangen, Alemania. Pasó sus primeros días como jugador en el equipo juvenil del FC Herzogenaurach, un pequeño pueblo de Baviera, como mediocampista.
Matthäus comenzó su carrera profesional en 1979 con el Borussia Mönchengladbach de la Bundesliga, con el que jugó hasta 1984. Luego jugó para el Bayern de Múnich, ganando la liga alemana dos veces y la DFB-Pokal. También llegó a la final de la Copa de Europa en 1987, en la victoria del FC Porto por 2-1 ante el cuadro bávaro.
Matthäus y su compañero Andreas Brehme, fueron traspasados al FC Internazionale Milano de la Serie A en 1988, ganando el Scudetto de aquella temporada, y la Supercopa italiana.
Matthäus continuó disfrutando de éxitos con el Inter, ganando la Copa de la UEFA en 1991 y nombrado Jugador del Año de la FIFA. En la final, marcó un penalti en el partido de ida en la victoria sobre el AS Roma. Regresó al Bayern Múnich en 1992, ganando cuatro títulos de la Bundesliga, dos DFB-Pokals, otra Copa de la UEFA y llegó a una segunda final de la UEFA Champions League en 1999.
El único gran honor que le fue esquivo a Matthäus en competiciones, fue el de la UEFA Champions League. Lo conocido, a dos minutos de recoger la medalla de ganador en 1999 ante el Manchester United, que anotó dos goles en los últimos minutos en la final, después de que fue sustituido a los 86 minutos de juego, mientras que el equipo aún ganaba 1-0. Cuando los dos equipos se fueron a recoger sus medallas, Lothar se quitó la medalla de subcampeones de inmediato, ya que era la segunda vez que quedó en el bando perdedor en circunstancias similares; en la final de 1987. Bayern ganaría la Liga de Campeones en 2000-01 y más tarde la Copa Intercontinental. Su último partido oficial con el Bayern tuvo lugar en Múnich el 8 de marzo de 2000, contra el Real Madrid, que el Bayern ganó 4-1.
Durante el 1999-2000 temporada, Matthäus se fue a MetroStars, equipo de la Major League Soccer de Estados Unidos. Jugó en los EE. UU., de marzo a octubre de 2000 y se retiró del fútbol profesional después. Durante su temporada con los MetroStars, viajó a St. Tropez, cuando se suponía que debía estar recuperándose de su espalda.

### Entrenador
Lothar Matthäus se inició como entrenador en el Rapid Viena, con resultados mixtos, en diciembre de 2002 fue contratado por el Partizan de Belgrado a mediados de temporada para reemplazar recientemente despedido Ljubiša Tumbaković. Matthäus logrado el éxito requerido por la dirección del equipo al título de la Liga 2002/03, pero su mejor momento con el club se produjo en agosto de 2003 cuando Partizan eliminó al Newcastle United en la 3.ª ronda de clasificación para llegar a la UEFA Champions League 2003/04, aunque en un grupo difícil con la potencia del Real Madrid, el campeón FC Porto, y el Olympique de Marsella.
En diciembre de 2003, Matthäus hizo un anuncio abrupto de dejar su puesto en el Partizan solo para seguir al día siguiente con otro contrato, como entrenador de la selección nacional de Hungría (2004/05) a la que dirigió durante 28 partidos (11 victorias, 3 empates y 14 derrotas) y se le dio la tarea de clasificación para el Mundial de 2006. Después de haberle tocado un grupo difícil, con Suecia, Croacia y Bulgaria, el objetivo parecía cada vez más difícil ya que los resultados no fueron los esperados. Sin embargo, Matthäus no fue despedido hasta el final de la campaña, e incluso se le ofreció la ciudadanía húngara, que en el momento dijo que aceptaría. Aunque luego esto no fue confirmado.
El 11 de enero de 2006, Matthäus firmó un contrato por un año como entrenador del Clube Atlético Paranaense de Brasil. Luego de solo siete partidos disputados (5 triunfos y 2 empates), Matthaüs renunció en marzo de 2006 por motivos familiares.
El 19 de mayo de 2006, Matthäus fue anunciado como entrenador del Red Bull Salzburg de Austria para la temporada 2006/07. El equipo austriaco también designó a Giovanni Trapattoni (quien dirigió a Matthäus en el Inter de Milán y en el Bayern de Múnich) como director deportivo el mismo día. Pese a que el club austriaco consiguió el trofeo de liga, Matthäus fue cesado del equipo y pasó a entrenar al Maccabi Netanya, de Israel. Debido a problemas económicos, el club israelí decidió en abril de 2009 rescindir el contrato del técnico bávaro.
En octubre de 2009 confirmó su viaje a Argentina para ser director técnico de Racing Club. Cuando en Racing ya estaban confirmando la llegada de Matthäus, su mánager avisó a último momento que el técnico cancelaba su viaje. En su página oficial explicó que su decisión fue por "falta de avales bancarios".
El 21 de septiembre de 2010 se convirtió en nuevo seleccionador absoluto de la selección de fútbol de Bulgaria, firmando un contrato por un año con opción de renovación por dos más. El 19 de septiembre de 2011 se supo que Matthäus había sido despedido.

## Participaciones con la selección

### Participaciones en Copas del Mundo
| Mundial                   | Sede           | Resultado        | Partidos | Goles |
| ------------------------- | -------------- | ---------------- | -------- | ----- |
| Mundial de Fútbol de 1982 | España         | Subcampeón       | 2        | 0     |
| Mundial de Fútbol de 1986 | México         | Subcampeón       | 7        | 1     |
| Mundial de Fútbol de 1990 | Italia         | Campeón          | 7        | 4     |
| Mundial de Fútbol de 1994 | Estados Unidos | Cuartos de final | 5        | 1     |
| Mundial de Fútbol de 1998 | Francia        | Cuartos de final | 4        | 0     |

### Participaciones en Eurocopas
| Eurocopa      | Sede                | Resultado    | Partidos | Goles |
| ------------- | ------------------- | ------------ | -------- | ----- |
| Eurocopa 1980 | Italia              | Campeón      | 1        | 0     |
| Eurocopa 1984 | Francia             | Primera fase | 3        | 0     |
| Eurocopa 1988 | Alemania Occidental | Semifinales  | 4        | 1     |
| Eurocopa 2000 | Bélgica             | Primera Fase | 3        | 0     |

### Participaciones en Copas Confederaciones
| Copa                      | Sede   | Resultado     | Partidos | Goles |
| ------------------------- | ------ | ------------- | -------- | ----- |
| Copa Confederaciones 1999 | México | Primera ronda | 3        | 1     |

### Partidos en la Copa Mundial de Fútbol
| N°  | Fecha               | Torneo              | Resultado      | Rival                  | Fase             |
| 1.  | 20 de junio de 1982 | España 1982         | 4-1            | Chile                  | Primera fase     |
| 2.  | 25 de junio de 1982 | España 1982         | 1-0            | Austria                | Primera fase     |
| 3.  | 4 de junio de 1986  | México 1986         | 1-1            | Uruguay                | Primera fase     |
| 4.  | 8 de junio de 1986  | México 1986         | 2-1            | Escocia                | Primera fase     |
| 5.  | 13 de junio de 1986 | México 1986         | 0-2            | Dinamarca              | Primera fase     |
| 6.  | 17 de junio de 1986 | México 1986         | 1-0            | Marruecos              | Octavos de final |
| 7.  | 21 de junio de 1986 | México 1986         | 0-0 (4-1 pen.) | México                 | Cuartos de final |
| 8.  | 25 de junio de 1986 | México 1986         | 2-0            | Francia                | Semifinales      |
| 9.  | 29 de junio de 1986 | México 1986         | 2-3            | Argentina              | Final            |
| 10. | 10 de junio de 1990 | Italia 1990         | 4-1            | Yugoslavia             | Primera fase     |
| 11. | 15 de junio de 1990 | Italia 1990         | 5-1            | Emiratos Árabes Unidos | Primera fase     |
| 12. | 19 de junio de 1990 | Italia 1990         | 1-1            | Colombia               | Primera fase     |
| 13. | 24 de junio de 1990 | Italia 1990         | 2-1            | Países Bajos           | Octavos de final |
| 14. | 1 de julio de 1990  | Italia 1990         | 1-0            | Checoslovaquia         | Cuartos de final |
| 15. | 4 de julio de 1990  | Italia 1990         | 1-1 (4-3 pen.) | Inglaterra             | Semifinales      |
| 16. | 8 de julio de 1990  | Italia 1990         | 1-0            | Argentina              | Final            |
| 17. | 17 de junio de 1994 | Estados Unidos 1994 | 1-0            | Bolivia                | Primera fase     |
| 18. | 21 de junio de 1994 | Estados Unidos 1994 | 1-1            | España                 | Primera fase     |
| 19. | 27 de junio de 1994 | Estados Unidos 1994 | 3-2            | Corea del Sur          | Primera fase     |
| 20. | 2 de julio de 1994  | Estados Unidos 1994 | 3-2            | Bélgica                | Octavos de final |
| 21. | 10 de julio de 1994 | Estados Unidos 1994 | 1-2            | Bulgaria               | Cuartos de final |
| 22. | 21 de junio de 1998 | Francia 1998        | 2-2            | Yugoslavia             | Primera fase     |
| 23. | 25 de junio de 1998 | Francia 1998        | 2-0            | Irán                   | Primera fase     |
| 24. | 29 de junio de 1998 | Francia 1998        | 2-1            | México                 | Octavos de final |
| 25. | 4 de julio de 1998  | Francia 1998        | 0-3            | Croacia                | Cuartos de final |

## Estadísticas

### Como jugador
| Borussia Mönchengladbach Alemania Occidental | 1.ª                 | 1979-80             | 28  | 4   | 2  | -  | 11  | 2  | 41  | 6   |
| Borussia Mönchengladbach Alemania Occidental | 1.ª                 | 1980-81             | 33  | 10  | 5  | 2  | -   | -  | 38  | 12  |
| Borussia Mönchengladbach Alemania Occidental | 1.ª                 | 1981-82             | 33  | 3   | 5  | 4  | 4   | 1  | 42  | 8   |
| Borussia Mönchengladbach Alemania Occidental | 1.ª                 | 1982-83             | 34  | 8   | 5  | 2  | -   | -  | 39  | 10  |
| Borussia Mönchengladbach Alemania Occidental | 1.ª                 | 1983-84             | 34  | 11  | 6  | 4  | -   | -  | 40  | 15  |
| Borussia Mönchengladbach Alemania Occidental | Total club          | Total club          | 162 | 36  | 23 | 12 | 15  | 3  | 200 | 51  |
| Bayern Múnich Alemania Occidental | 1.ª                 | 1984-85             | 33  | 16  | 6  | 0  | 5   | 1  | 44  | 17  |
| Bayern Múnich Alemania Occidental | 1.ª                 | 1985-86             | 23  | 10  | 5  | 2  | 3   | 0  | 31  | 12  |
| Bayern Múnich Alemania Occidental | 1.ª                 | 1986-87             | 31  | 14  | 3  | 1  | 7   | 4  | 41  | 19  |
| Bayern Múnich Alemania Occidental | 1.ª                 | 1987-88             | 26  | 17  | 4  | 3  | 4   | 1  | 34  | 21  |
| Bayern Múnich Alemania Occidental | Total club          | Total club          | 113 | 57  | 18 | 6  | 19  | 6  | 150 | 69  |
| Internazionale · Italia | 1.ª                 | 1988-89             | 32  | 9   | 7  | 3  | 5   | 0  | 44  | 12  |
| Internazionale · Italia | 1.ª                 | 1989-90             | 25  | 11  | 2  | 2  | 2   | 0  | 29  | 13  |
| Internazionale · Italia | 1.ª                 | 1990-91             | 31  | 16  | 3  | 1  | 12  | 6  | 46  | 23  |
| Internazionale · Italia | 1.ª                 | 1991-92             | 27  | 4   | 5  | 1  | 2   | 0  | 34  | 5   |
| Internazionale · Italia | Total club          | Total club          | 115 | 40  | 11 | 7  | 21  | 6  | 153 | 53  |
| Bayern Múnich · Alemania | 1.ª                 | 1992-93             | 28  | 8   | -  | -  | -   | -  | 28  | 8   |
| Bayern Múnich · Alemania | 1.ª                 | 1993-94             | 33  | 8   | 3  | 1  | 4   | 1  | 40  | 10  |
| Bayern Múnich · Alemania | 1.ª                 | 1994-95             | 16  | 5   | 2  | 0  | 6   | 0  | 24  | 5   |
| Bayern Múnich · Alemania | 1.ª                 | 1995-96             | 19  | 1   | -  | -  | 7   | 0  | 26  | 1   |
| Bayern Múnich · Alemania | 1.ª                 | 1996-97             | 28  | 1   | 3  | 0  | 2   | 0  | 33  | 1   |
| Bayern Múnich · Alemania | 1.ª                 | 1997-98             | 25  | 3   | 5  | 0  | 5   | 0  | 35  | 3   |
| Bayern Múnich · Alemania | 1.ª                 | 1998-99             | 25  | 1   | 7  | 0  | 12  | 1  | 44  | 2   |
| Bayern Múnich · Alemania | 1.ª                 | 1999-00             | 15  | 1   | 2  | 0  | 9   | 0  | 26  | 1   |
| Bayern Múnich · Alemania | Total club          | Total club          | 189 | 28  | 22 | 1  | 45  | 2  | 256 | 31  |
| MetroStars New York Estados Unidos | 1.ª                 | 2000                | 16  | 0   | 7  | 0  | -   | -  | 23  | 0   |
| Total en su carrera | Total en su carrera | Total en su carrera | 595 | 161 | 87 | 26 | 100 | 17 | 782 | 204 |
| (1) Incluye datos de la Copa de Alemania, la Copa Italia, la U.S. Open Cup, la Copa de la Liga de Alemania, la Supercopa de Alemania, la Supercopa de Italia y la Copa MLS (2) Incluye datos de la Copa de Europa/Liga de Campeones de la UEFA, la Copa de la UEFA y la Recopa de Europa |                     |                     |     |     |    |    |     |    |     |     |

### Como entrenador
| Club                    | País     | Año     | PJ | PG | PE | PP | % v.   |
| ----------------------- | -------- | ------- | -- | -- | -- | -- | ------ |
| S. K. Rapid Viena       | Austria  | 2001-02 | 32 | 9  | 9  | 14 | 37.5%  |
| F. K. Partizan Belgrado | Serbia   | 2002-03 | 43 | 28 | 6  | 9  | 69.77% |
| Selección de Hungría    | Hungría  | 2003-05 | 28 | 11 | 3  | 14 | 42.86% |
| Atlético Paranaense     | Brasil   | 2006    | 7  | 5  | 2  | 0  | 80.95% |
| Maccabi Netanya         | Israel   | 2008-09 | 45 | 19 | 14 | 12 | 52.59% |
| Selección de Bulgaria   | Bulgaria | 2010-11 | 11 | 3  | 3  | 5  | 36.36% |

## Palmarés

### Como jugador

#### Títulos nacionales
| Título             | Club                 | Año  |
| ------------------ | -------------------- | ---- |
| Campeonato de Liga | F. C. Bayern         | 1985 |
| Campeonato de Liga | F. C. Bayern         | 1986 |
| Copa               | F. C. Bayern         | 1986 |
| Campeonato de Liga | F. C. Bayern         | 1987 |
| Supercopa          | F. C. Bayern         | 1987 |
| Campeonato de Liga | F. C. Internazionale | 1989 |
| Supercopa          | F. C. Internazionale | 1989 |
| Campeonato de Liga | F. C. Bayern         | 1994 |
| Campeonato de Liga | F. C. Bayern         | 1997 |
| Copa de Liga       | F. C. Bayern         | 1997 |
| Copa               | F. C. Bayern         | 1998 |
| Copa de Liga       | F. C. Bayern         | 1998 |
| Campeonato de Liga | F. C. Bayern         | 1999 |
| Copa de Liga       | F. C. Bayern         | 1999 |
| Campeonato de Liga | F. C. Bayern         | 2000 |
| Copa               | F. C. Bayern         | 2000 |

#### Títulos internacionales
| Título          | Equipo (*)           | Año  |
| --------------- | -------------------- | ---- |
| Eurocopa        | Alemania             | 1980 |
| Copa del Mundo  | Alemania             | 1990 |
| Copa de la UEFA | F. C. Internazionale | 1991 |
| Copa de la UEFA | F. C. Bayern         | 1996 |

(*) Incluyendo la selección

### Como entrenador

#### Títulos nacionales
| Título                                  | Club              | País                | Año     |
| --------------------------------------- | ----------------- | ------------------- | ------- |
| Primera División de Serbia y Montenegro | Partizan Belgrado | Serbia y Montenegro | 2002-03 |

### Distinciones individuales
| Distinción                                                     | Año                                         |
| -------------------------------------------------------------- | ------------------------------------------- |
| Equipo de la temporada de la Bundesliga                        | 1982–83, 1984–85, 1987–88, 1992–93, 1993–94 |
| Equipo de Europa del Torneo de la UEFA                         | 1988                                        |
| Equipo All-Star de la Copa Mundial de Futbol de la FIFA        | 1990                                        |
| Balón de plata de la Copa Mundial de Futbol de la FIFA         | 1990                                        |
| Balón de Oro                                                   | 1990                                        |
| IFFHS World Player                                             | 1990                                        |
| Onze d'Or                                                      | 1990                                        |
| Premio World Soccer al mejor jugador del mundo                 | 1990                                        |
| Futbolista del año en Alemania                                 | 1990, 1999                                  |
| Balón de Plata                                                 | 1991                                        |
| FIFA World Player                                              | 1991                                        |
| FIFA 100                                                       | 2004                                        |
| Premio leyendas Golden Foot                                    | 2012                                        |
| Once histórico del Balón de Oro                                | 2020                                        |
| Leyendas de la IFFHS                                           | 2020                                        |
| Equipo de ensueño B masculino de todos los tiempos de la IFFHS | 2021                                        |